# Musca varensis
Musca varensis är en tvåvingeart som först beskrevs av Robineau-desvoidy 1863.  Musca varensis ingår i släktet Musca och familjen spyflugor. Inga underarter finns listade i Catalogue of Life.